# Rischbach (Mooslauter)
Der Rischbach ist ein 5,9 km langer linker Nebenfluss der dort an ihrem Oberlauf noch Bruchbach genannten Mooslauter in Rheinland-Pfalz.

## Geographie

### Verlauf
Der Rischbach entspringt im Nordpfälzer Bergland am östlichen Ortsrand von Kollweiler im Bereich des Ortsteils Gosenbergerhof. Er fließt vorwiegend in südöstlicher Richtung durch die Gemarkungen der Gemeinden Kollweiler, Schwedelbach, Erzenhausen, Weilerbach und Eulenbis. Als einzige Ortschaften durchfließt er den Schwedelbacher Ortsteil Pörrbach und den Weilerbacher Weiler Samuelshof. In der unteren Hälfte seines Laufs bildet er die Gemarkungsgrenze zwischen Erzenhausen und Schwedelbach, Erzenhausen und Weilerbach, sowie Eulenbis und Weilerbach. Er mündet direkt am Gemarkungsdreieck Rodenbach/Weilerbach/Eulenbis in der Nähe des Rodenbacher Weilers Mückenhof in den Bruchbach, der ab dem Zusammenfluss mit dem Rischbach den Namen Mooslauter trägt. 

### Zuflüsse
Von rechts nimmt der Rischbach nach 2,3 km den aus Schwedelbach kommenden gleichnamigen Bach auf, von links nach 4 km den Saubach aus Erzenhausen und als wichtigsten Zufluss nach 5,8 km kurz vor seiner eigenen Mündung in den Bruchbach nimmt er von rechts den aus Weilerbach kommenden gleichnamigen Bach auf.
| Name         | Lage   | Länge in km | EZG in km² | Mündungshöhe in m ü. NHN | GKZ         |
| ------------ | ------ | ----------- | ---------- | ------------------------ | ----------- |
| Schwedelbach | rechts | 1,3         | 5,6        | 249                      | 2546684-120 |
| Saubach      | links  | 3,5         | 4,7        | 232                      | 2546684-200 |
| Weilerbach   | rechts | 4,6         | 5,6        | 223                      | 2546684-400 |

Anmerkungen zur Tabelle
1. ↑  Gewässerkennzahl, in Deutschland die amtliche Fließgewässerkennziffer mit zur besseren Lesbarkeit eingefügtem Trenner hinter dem Präfix, das einheitlich für den allen gemeinsamen Vorfluter Rischbach steht.

## Umwelt

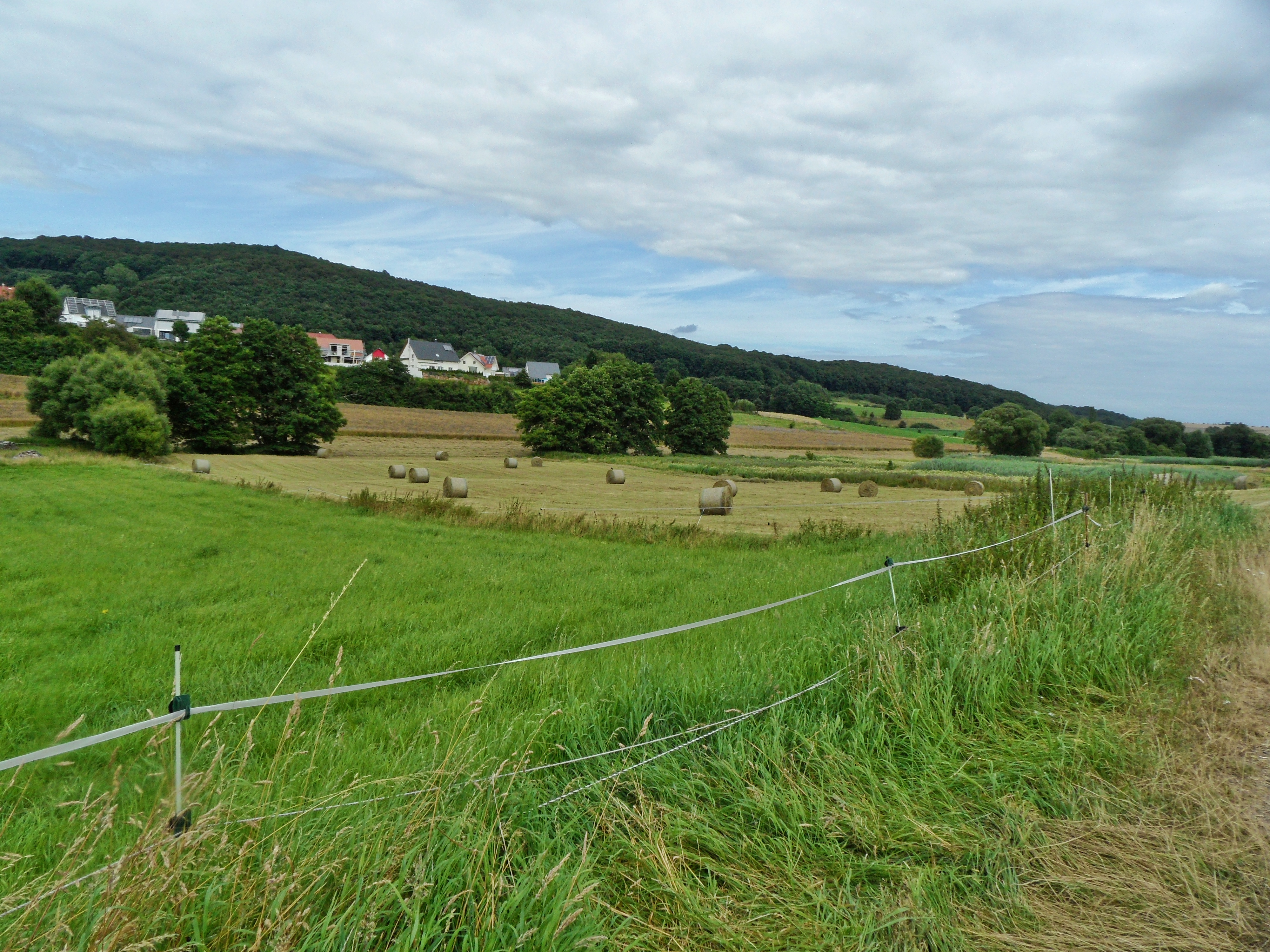
Idyllisches Rischbachtal. Im Hintergrund sieht man den Eulenkopf, an dessen südlichen Ausläufern die Gemeinde Erzenhausen liegt.

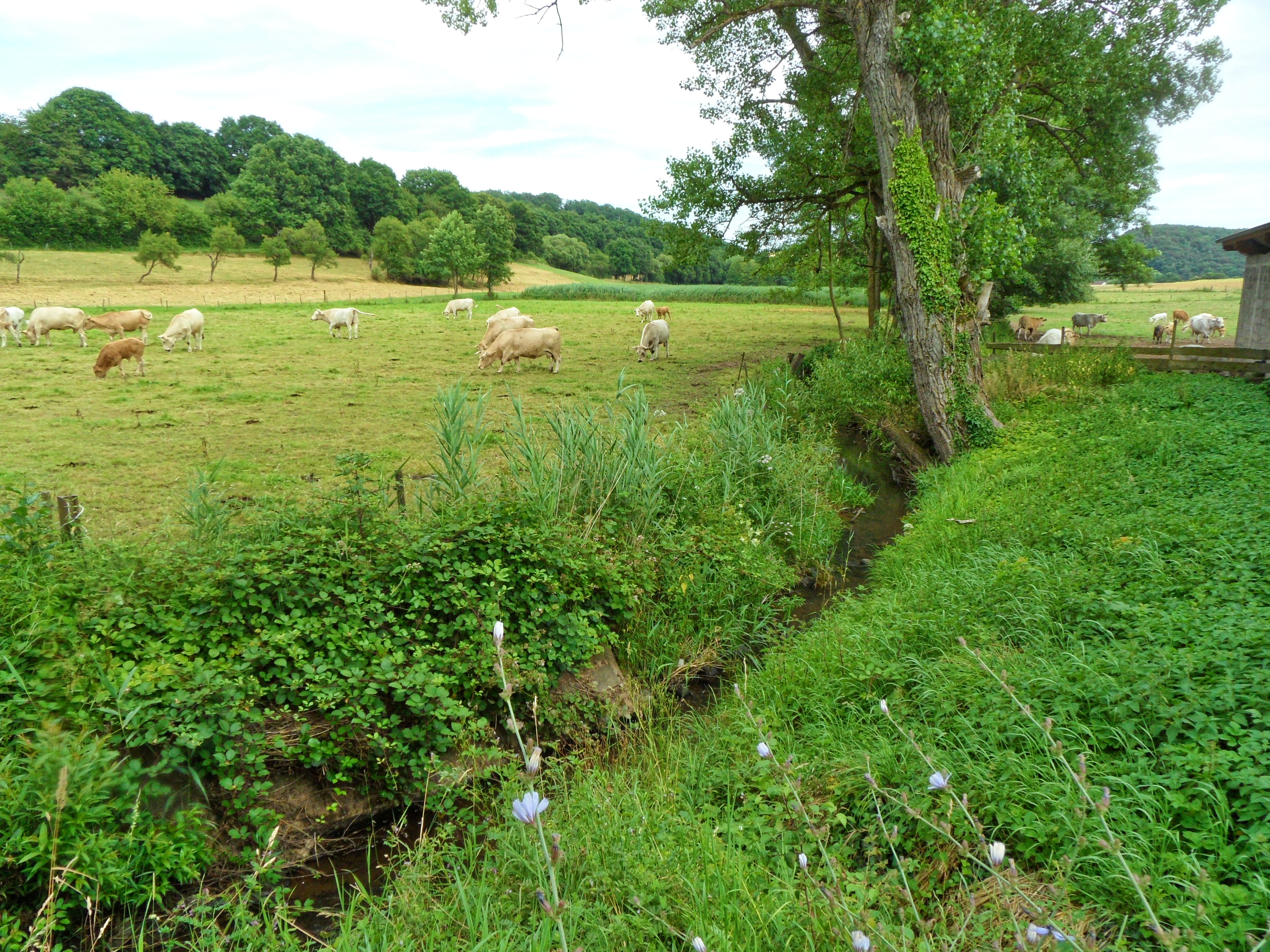
Rinderhaltung im Rischbachtal (Samuelshof, Weilerbach)

### Bioindikatoren
Der Rischbach wird zum biozönischen Gewässertyp der feinmaterialreichen, karbonatischen Mittelgebirgsbäche gerechnet. Die Gewässerstrukturgüte wird im Unterlauf ab Erzenhausen als stark bis sehr stark verändert, im Oberlauf als mäßig bis deutlich verändert angegeben. Die Gewässergüte wird ab Erzenhausen bis zur Mündung mit mäßig belastet angegeben (Stand 2005).

### Geologie
Das Einzugsgebiet des Rischbachs liegt im nördlichen Bereich des pfälzischen Buntsandsteingebietes und zählt somit geologisch zum Landstuhler Bruch, die Berge nördlich und nordöstlich des Tals, wie der Eulenkopf (422 m), gehören bereits zum Gebiet der für das Nordpfälzer Bergland typischen Rotliegend-Sedimente.

### Landnutzung
Der Rischbach durchfließt ein für die Westpfalz typisches, landwirtschaftlich geprägtes Tal. Da nur wenige Dörfer in seiner direkten Nähe liegen ist das Tal verkehrstechnisch nicht sehr gut erschlossen, der Rischbach wird nur von einer Landesstraße und drei Kreisstraßen überbrückt.

### Naturschutz
1983 wurden östlich von Erzenhausen oberhalb des Rischbachs am Sündhang des Eulenkopfs 14 ha als Naturschutzgebiet Magerwiesen am Eulenkopf ausgewiesen, 1987 folgte ein 28 ha großer Bereich im Bereich der Mündung in die Mooslauter, östlich von Weilerbach, als Naturschutzgebiet Krausenbruch. Beide Naturschutzgebiete sind Teil des bereits 1977 beschlossenen 3.150 ha großen Landschaftsschutzgebiets (LSG) ,,Eulenkopf und Umgebung´´. Das LSG umfasst fast das gesamte Einzugsgebiet des Rischbachs und weiterer Fließgewässer um den Eulenkopf, nach Nordosten erstreckt es sich bis zur Lauter.